# Przeczucie
Przeczucie (ang. Premonition) – amerykański film fabularny z 2007 roku w reżyserii Mennana Yapo.

## Obsada
- Sandra Bullock jako Linda Hanson
- Julian McMahon jako Jim Hanson
- Shyann McClure jako Megan Hanson
- Courtney Taylor Burness jako Bridgette Hanson
- Nia Long jako Annie
- Marc Macaulay jako Szeryf Reilly

## Fabuła
Linda Hanson (Sandra Bullock) ma piękny dom, kochającego męża i dwie wspaniałe córeczki. Jej życie jest idealne, do momentu, kiedy otrzymuje wiadomość, że jej mąż zginął w wypadku samochodowym. Linda jest w szoku, ale w jeszcze większą psychozę wpada, kiedy następnego dnia jej mąż pojawia się w domu cały i zdrowy. Kobieta podejrzewa, że wcześniej doznała jakiegoś złudzenia. Zaczyna ją prześladować przeczucie, że tragedia, która była jej wizją, nastąpi naprawdę. Mimo wszystko stara się, by nie doszła ona do skutku.